# Ciad ai Giochi della XXXII Olimpiade
Il Ciad ha partecipato ai Giochi della XXXII Olimpiade, che si sono svolti a Tokyo, Giappone, dal 23 luglio al 8 agosto 2021 (inizialmente previsti dal 24 luglio al 9 agosto 2020 ma posticipati per la pandemia di COVID-19) con 3 atleti in 3 discipline.

## Delegazione
| Sport            | Uomini | Donne | Totale |
| ---------------- | ------ | ----- | ------ |
| Atletica leggera | -      | 1     | 1      |
| Judo             | 1      | -     | 1      |
| Tiro con l'arco  | -      | 1     | 1      |
| Totale           | 1      | 2     | 3      |

## Risultati

### Atletica leggera
Maschile
Eventi su pista e strada
| Atleta         | Evento      | Batteria  | Batteria  | Semifinale      | Semifinale      | Finale          | Finale          |
| Atleta         | Evento      | Risultato | Posizione | Risultato       | Posizione       | Risultato       | Posizione       |
| -------------- | ----------- | --------- | --------- | --------------- | --------------- | --------------- | --------------- |
| Bachir Mahamat | 400 m piani | 47"93 SB  | 8º        | Non qualificato | Non qualificato | Non qualificato | Non qualificato |

### Judo
| Atleta          | Evento          | Preliminari          | 16-esimi                | Ottavi               | Quarti               | Semifinali           | Ripescaggio          | Finale               | Pos.            |
| Atleta          | Evento          | Avversario Punteggio | Avversario Punteggio    | Avversario Punteggio | Avversario Punteggio | Avversario Punteggio | Avversario Punteggio | Avversario Punteggio | Pos.            |
| --------------- | --------------- | -------------------- | ----------------------- | -------------------- | -------------------- | -------------------- | -------------------- | -------------------- | --------------- |
| Demos Memneloum | 70 kg femminile | N.D.                 | Matniyazova P (000–010) | Non qualificata      | Non qualificata      | Non qualificata      | Non qualificata      | Non qualificata      | Non qualificata |

### Tiro con l'arco
| Atleta          | Evento                | Classificazione | Classificazione | 32-esimi             | 16-esimi             | Ottavi               | Quarti               | Semifinali           | Finale / FB          | Pos.            |
| Atleta          | Evento                | Punteggio       | Pos.            | Avversario Punteggio | Avversario Punteggio | Avversario Punteggio | Avversario Punteggio | Avversario Punteggio | Avversario Punteggio | Pos.            |
| --------------- | --------------------- | --------------- | --------------- | -------------------- | -------------------- | -------------------- | -------------------- | -------------------- | -------------------- | --------------- |
| Marlyse Hourtou | Individuale femminile | 553             | 64ª             | San P 2–6            | Non qualificata      | Non qualificata      | Non qualificata      | Non qualificata      | Non qualificata      | Non qualificata |